# Buonanotte mamma
Buonanotte mamma ('night, Mother) è un dramma della drammaturga statunitense Marsha Norman, vincitore del Premio Pulitzer per la drammaturgia nel 1983.
Tom Moore, che diresse la prima produzione di Broadway, nel 1986 curò la regia anche dell'adattamento cinematografico del dramma Una finestra nella notte, con Sissy Spacek e Anne Bancroft.

## Trama
Jessie è una donna di mezz'età, tornata a vivere dalla madre Thelma dopo un disastroso divorzio. La donna soffre di epilessia, che non le consente di trovare e tenersi un lavoro, e l'unico figlio è appena stato processato per furto. All'inizio Jessie chiede alla madre dove si trova la pistola del suo defunto padre e annuncia con molta calma che prima della fine della serata la userà per uccidersi.
Dapprima Thelma non le crede, ma quando vede che Jessie comincia a sistemare la casa e scrivere liste di cose di cui occuparsi dopo la sua morte, la madre capisce che la figlia non scherza. Thelma cerca di convincerla a continuare a vivere e insieme fanno le cose che hanno sempre amato fare: madre e figlia si fanno le unghie, Thelma prepara le mele caramellate. Ma la decisione di Jessie è irrevocabile e, senza che Thelma lo possa impedire, alla fine del dramma la donna si chiude in camera sua e si spara.

## Produzioni
Scritto nel 1981, dopo la presentazione in forma di lettura al Circle Repertory Company di New York, il dramma debuttò all'American Repertory Theater (A.R.T) di Cambridge (Massachusetts) nel 1982, con Anne Pitoniak nel ruolo di Thelma e Kathy Bates in quello di Jessie. La produzione dell'A.R.T. fu messa in scena a Broadway l'anno successivo e rimase in cartellone al John Golden Theatre per 380 repliche, dal 31 marzo 1983 al 26 febbraio 1984. Le due protagoniste, il testo e la regia furono candidati ai Tony Award e il dramma vinse il Premio Pulitzer per la drammaturgia.
Dopo la chiusura a Broadway, cast e produzione furono trasferiti al Westside Theatre dell'Off Broadway, dove la piece andò in scena per altre 54 repliche dal 18 aprile al 3 giugno 1984, poi, in prima europea, venne presentato il 29 giugno 1984 al 27º Festival dei Due Mondi di Spoleto. Lo stesso giorno, sempre a Spoleto, venne presentata la versione italiana, nella traduzione di Annabella Cerliani, diretta da Carlo Battistoni, con Lina Volonghi (Thelma) e Giulia Lazzarini (Jessie).
Dopo le rappresentazioni ospitate a Spoleto il dramma venne portato in tournée negli Stati Uniti da settembre 1984 a febbraio 1985, con Phyllis Somerville in sostituzione di Kathy Bates nel ruolo di Jessie e Mercedes McCambridge nei panni della madre Thelma. La prima britannica avvenne all'Hampstead Theatre di Londra nel 1985, per la regia di Michael Attenborough, con Marjorie Yates (Thelma) e Susan Wooldridge (Jessie). Nel 2021 lo stesso teatro ha ospitato un nuovo allestimento del dramma, diretto da Roxana Silbert ed interpretato da Stockard Channing (Thelma) e Rebecca Night (Jessie). Una nuova produzione andò in scena al Royale Theatre di Broadway per 65 repliche dal novembre 2004, con Brenda Blethyn ed Edie Falco; Michael Mayer ne curò la regia.